# Ingeborg Eichler
Ingeborg Eichler (* 28. Juli 1923 in Znaim, Tschechoslowakei; † 3. Juli 2008) war eine österreichische Pharmakologin. Sie war ab 1953 Mitglied der österreichischen Rezeptpflichtkommission sowie der österreichischen Arzneimittel-Zulassungskommission.

## Leben
Sie studierte von 1943 bis 1948 Medizin und schloss ihre Promotion 1948 an der Universität Wien sub auspiciis praesidentis ab. Als Fachärztin für Pharmakologie leitete sie die Bundesstaatliche Anstalt für experimentell-pharmakologische und balneologische Untersuchungen in Wien (seit 1993 „Bundesinstitut für Arzneimittel“, seit 2006 „Bundesamt für Sicherheit im Gesundheitswesen“).
1957 kam das Schlafmittel Contergan mit dem Wirkstoff Thalidomid von der Firma Grünenthal in Deutschland rezeptfrei auf den Markt. Durch seine geringe Toxizität schien Thalidomid grundsätzlich geeignet für eine rezeptfreie Abgabe. In Österreich wurde die rezeptfreie Zulassung unter dem Markennamen Softenon beantragt.
Ingeborg Eichler legte jedoch im Oktober 1957 als einziges Mitglied der österreichischen Zulassungskommission für Arzneimittel ihr Veto gegen den rezeptfreien Vertrieb von Softenon ein. Als Leiterin der Bundesstaatlichen Anstalt für experimentell-pharmakologische und balneologische Untersuchungen hatte sie selber Tierversuche mit Thalidomid durchgeführt und war zu der Ansicht gekommen, dass die Untersuchungsergebnisse als Grundlage für eine rezeptfreie Abgabe nicht ausreichten. Daher plädierte sie dafür, die Rezeptpflicht vorerst beizubehalten und mehr Erfahrungen zur Verträglichkeit zu sammeln. Sie setzte so die ärztliche Verschreibungspflicht durch, dank der schwere Fehlbildungen bei Neugeborenen durch die teratogene Wirkung von Thalidomid in Österreich auf 12 Fälle begrenzt blieben. In der benachbarten Bundesrepublik Deutschland, mit einer rund achtmal größeren Bevölkerung, waren dagegen etwa 4000 Neugeborene betroffen. 
1983 trat Ingeborg Eichler in den Ruhestand. Sie starb im Juli 2008 im Alter von 84 Jahren und wurde am Neustifter Friedhof bestattet.

## Ehrungen
Ingeborg Eichler-Satke war seit 2007 Ehrenmitglied der Österreichischen Pharmakologischen Gesellschaft. Die Überreichung der Ehrenurkunde erfolgte im März 2008 durch eine Delegation unter der Leitung der Vorsitzenden der Österreichischen Pharmakologischen Gesellschaft, Prof. Andrea Laslop.
Im Dezember 2007 erhielt sie den Ehrenring der österreichischen Sozialversicherung.
Für ihre Verdienste wurde Ingeborg Eichler 2008 mit dem Großen Silbernen Ehrenzeichen für Verdienste um die Republik Österreich ausgezeichnet.